# Ocean Park Bremerhaven
Der Ocean Park Bremerhaven war ursprünglich als Schwester-Park zum Space Park Bremen konzipiert worden. Er sollte das erste deutsche Erlebnis-Innenstadtquartier werden, in dem den Besuchern die Tiefsee-Forschung sowie Fauna und Flora der Ozeane auf erlebnisreiche Weise erläutert werden sollten. Das Vorhaben wurde jedoch nicht verwirklicht.

## Idee
Das Konzept des Ocean Park Bremerhaven sah eine in Europa neuartige Form der freizeitorientierten Umnutzung einer Hafenindustrie-Brache (60 Hektar) vor im Stil zum Beispiel der Victoria & Alfred Waterfront in Kapstadt (Südafrika). Die Planung geschah in enger Zusammenarbeit mit dem international tätigen Hamburger Beratungsunternehmen Wenzel Consulting AG, der Köllmann AG (Wiesbaden) als Projektentwickler und dem US-amerikanischen Architekten Peter Chermayeff, dem Erbauer des Oceanário de Lisboa und anderer Ozeaneen in Baltimore, Boston und Chattanooga (alle USA) sowie in Osaka (Japan), und seinem Architektur- und Planungsbüro International Design for the Environment Associates, Inc. (IDEA) in Boston (Massachusetts).
Der Ocean Park Bremerhaven sollte die Besucher nicht nur unterhalten, sondern auch dessen Wissen um Flora und Fauna der Weltmeere und die Meeresforschung erweitern. Wie auch schon im Space Park sollte es im Ocean Park neben dem Erlebnispark eine Einkaufsmeile mit Geschäften und neuartige Unterhaltungsangebote („Entertainment-Center“) geben.
Bremerhaven hoffte, mit dem Ocean Park sein touristisches Aufkommen zu erweitern, dadurch seine hohe Arbeitslosenquote drücken und die durch den Ocean Park eingenommenen Gelder zur Aufwertung der Innenstadt nutzen zu können.
Aufgrund des geplanten Baus des Ocean Parks fiel der Neubau des „Zoo am Meer“ deutlich kleiner aus, als ursprünglich geplant. Viele Attraktionen des Zoos (zum Beispiel die Aquarien) sollten in den Ocean Park integriert werden und sind seit dem Neubau des Zoos und dem Ende der Planungen für den Ocean Park ersatzlos verloren.
Zwischen dem Ocean Park und dem Space Park Bremen sollte ein Weser-Shuttle im halbstündigen Takt verkehren. In den Ocean Park sollten ebenfalls das Deutsche Schifffahrtsmuseum und das Alfred-Wegener-Institut für Polar- und Meeresforschung integriert werden.

## Die Alternative
Das ursprüngliche Gesamtkonzept für die neuartige freizeit-orientierte Bebauung des 60-Hektar-Innenstadt-Areals mit einem Investitionsvolumen von etwa 600 Millionen Euro wurde allerdings aufgrund politischer Hemmnisse und wachsenden Widerstands durch die Bürgerinitiative „Ocean Park – nein danke“ niemals realisiert, sondern stillschweigend mit Insolvenz der Köllmann AG (2003) eingestellt.
Die Stadt Bremerhaven setzte bis 2009 mit Privatinvestoren und öffentlichen Geldern schrittweise die etwas kleinere Alternative der Havenwelten um (Investitionsvolumen circa 500 Mio. Euro). Die einzelnen Bestandteile wurden an dem ursprünglich für den Ocean Park vorgesehenen Platz realisiert (Atlantic Hotel Sail City, Shopping-Mall Mediterraneo, Science Center Klimahaus, Lloyd Marina, Wohnen am Deich).

## Einst und jetzt geplante Attraktionen
- Blauer Planet, jetzt: Klimahaus 8° Ost
- Shopping-Mall Alte Hafenstadt, jetzt: Shopping-Mall Mediterraneo
- Hotel am Meer, jetzt: Atlantic Hotel Sail City
- Lloyd Marina und Schleuse, identischer Bestandteil der jetzigen Havenwelten (lloyd marina)
- Ocean Palace und Hotel Ozeana, jetzt: Boardinghouse
- Erlebniswelt Auswanderung, jetzt: Deutsches Auswandererhaus
- Multiplex-Kino mit IMAX, Regenbogen-Cafe, Spielcasino, Ocean Exploratorium und Tropicum werden durch alternative Projekte (andere Inhalte) ersetzt
- Joint-Venture mit dem Zoo am Meer, dem Deutschen Schifffahrtsmuseum und dem Alfred-Wegener-Institut bleibt bestehen
- Freie Planungsflächen für kleingewerbliche Nutzungen
- Neu: t.i.m.e. Port (Gründungszentrum)
- Optionsfläche für Erweiterungen